# 東京・生活者ネットワーク
東京・生活者ネットワーク（とうきょう せいかつしゃネットワーク、英語: Seikatsusha Network of Tokyo）は、東京都の地域政党（政治団体）である。略称は、生活者ネットワーク、生活者ネット、ネット、生ネ。東京都内の生活クラブ生活協同組合の代理人運動部門である。また、全国市民政治ネットワークに加盟しており、中核を担っている。

## 概要
1977年、東京都練馬区で生活者ネットの前身である「グループ生活者」が結成され、現在に至る。
市民の政治改革を目的におく生活者ネットの独自ルールの1つに、議員の「ローテーション」（交代）があり、所属議員の任期は原則2期、最長3期までと定めている。これにより特権化を防ぎ、広範囲に参加者を求めることを目的としている。ただこの「ローテーション」は必ずしも円滑に機能してはおらず、選挙前に現職が離党して再度立候補し当選する一方で、公認候補が落選する例も出ている（詳しくは後述#ローテーション制と議員動向を参照）。
基本方針・路線は神奈川ネットワーク運動などに類似する。国政では緑の党グリーンズジャパン・立憲民主党を支持する
。かつては民主党を支持していたが2001年以降「非拘束名簿」が導入された比例区については、制度の改悪であるとして態度表明をしていない。
自治体議会では、立憲民主党や社民党と統一会派を組むこともある。世田谷区、小平市などでは、区・市長与党的立場に立っている。
構成員は女性が中心で、所属都議会議員および区・市議会議員も全員が女性である。なお、各区・市の生活者ネットの支部組織はそれぞれ「○○・生活者ネットワーク」（○○の部分に区や市の名前が入る）と称する。現在議席を持っていない区や市においても、これらの支部組織が残っている場合もある（大田区、板橋区など）。

## 沿革
- 1977年、東京都練馬区で生活者ネットの前身であるグループ生活者が結成された。
- 1985年、都議選に挑戦した北多摩第2区（国立市・国分寺市・小金井市：当時）で、初の都議誕生。
- 1989年、東京都に食品安全条例を求める直接請求運動を市民団体とともに全都で展開。55万筆を集めた市民立法による条例案は否決されたが、これを機に東京都の食品安全行政は大きく前進。都の消費生活条例に「都民の権利」明記、食品安全対策基本指針の策定などを実現し、後の東京都食品安全条例（2004年制定）へとこぎつける牽引車の役割を果した。
- 1991年東京都知事選挙では都議会で会派を組む日本社会党の推薦候補大原光憲を支援したが供託金没収の憂き目となった。社会党都議団は同選挙で現職として再選した鈴木俊一と政策協定を結んだ。
- 1993年、政党内の右傾化に反発した福士敬子（杉並区議会議員）らが離脱し「自治市民'93」を結成（福士は1999年から都議）。
- 1995年東京都知事選挙では鈴木後継で与野党相乗りの石原信雄を社会党が推薦したことに反発、自主投票。都議会会派も独立。同選挙で当選した青島幸男とは比較的良好な関係だった。
- 1995年、第17回参議院議員通常選挙で初めて国政候補者への推薦・支持を表明。東京都選挙区の新党さきがけ新人中村敦夫と無所属（社会党推薦）新人鈴木喜久子を推薦、無所属新人で（数ヵ月後に市民リーグを結成し代表委員となる）海江田万里が擁立に尽力し二院クラブからも推薦された見城美枝子支持。
- 1996年、第41回衆議院議員総選挙で結党間もない民主党を支援。
- 1999年、元代表の上原公子が国立市長選挙で当選し、国立市長に就任。
- 1999年東京都知事選挙では（青島から後継指名を受ける）民主党都連初代会長鳩山邦夫を全面的に支援、生活者ネット前代表で前々年まで北多摩第2区選出都議を連続3期12年務めた池田敦子が副知事候補だった。同選挙で初当選した石原慎太郎が再選を目指す2003年東京都知事選挙では樋口恵子、2007年東京都知事選挙では浅野史郎と民主党系候補を支援。2004年狛江市長選では、自民などと相乗りで河西信美を推薦。
- 2007年4月、東京都知事選挙において浅野史郎を支援するも落選。都議会補欠選挙世田谷区選挙区において1議席獲得し、4議席となった。
- 2007年の第21回参議院議員通常選挙において、前代表である大河原雅子（元都議会議員）が民主党公認候補として、東京都選挙区から立候補しトップ当選。間接的に国政に議席を持つことになった。
- 2009年7月12日の東京都議会議員選挙では、選挙協力した民主党が躍進した煽りを受ける形で議席を減らし、2議席（他推薦で1議席）となった。
- 同年の第45回衆議院議員総選挙では、小選挙区17名・比例単独1名（石毛鍈子）の民主党公認候補に加え、民主党候補との選挙区調整で鞍替えした保坂展人（東京都第8区、重複立候補、社民党公認）と有田芳生（東京都第11区、重複立候補、新党日本公認）を推薦・支援した[4]。しかし推薦した民主党小選挙区候補は東京17区早川久美子を除き全員勝利（早川は比例復活、石毛も当選）したのに対し、保坂・有田は小選挙区で敗北、比例でも所属政党が議席を得られず当選させることはできなかった。
- 2011年4月、東京都知事選挙は協力関係にある民主党が推薦候補者擁立を見送ったため自主投票。
- 2012年12月、第46回衆議院議員総選挙でも民主党を支援したが惨敗。同日投開票となった東京都知事選挙では宇都宮健児を支持するも落選。
- 2013年6月の東京都議会議員選挙では現職2名のほか新人1名が当選し3議席となった。
- 2013年7月の第23回参議院議員通常選挙において、緑の党グリーンズジャパンと政策協定を結び公認候補予定者2名を推薦することを決定した。推薦した候補予定者はいずれも緑の党グリーンズジャパン公認のすぐろ奈緒（全国比例）と田口まゆ（全国比例）である[2]。また東京都選挙区では民主党の公認を取り消され無所属で立候補した大河原を支援した。いずれも落選した。
- 2014年1月、同年2月の東京都知事選挙については「脱原発」を掲げる候補が複数名名乗りを上げたため、前回の都知事選で支持した宇都宮健児を党としては支援せず、自主投票となった[5]。しかし都議会議員3名は独自に細川護煕を支援した[6]。両名とも落選した。
- 2017年7月の東京都議会議員選挙では、小池百合子都知事率いる都民ファーストの会と政策協定を締結し、生活者ネットの公認候補山内玲子（現職、北多摩第2選挙区）を都民ファーストが推薦することでも合意した[7]。選挙では山内ら4名を擁立したが、都民ファーストが55議席を得て躍進する中で埋没し、山内のみの当選に留まった[8]。当選した山内は日本共産党の支持も受けていた。
- 2021年7月の東京都議会議員選挙では公認候補3名（元職1人、新人2人）を擁立、1議席となった。
- 2022年7月の第26回参議院議員通常選挙では全国比例区では2名の立憲の候補、選挙区では立憲の1名の候補を推薦した[9]
- 2023年4月の第20回統一地方選挙では東京都内の23市区に39人を擁立[10]。現職21人、新人11人の計32人が当選した[11]。
- 2024年東京都知事選挙では元立憲民主党の参議院議員から転じた蓮舫を支持[12]。また、都知事選と同日に執行された都議会議員補欠選挙では品川区選挙区、南多摩選挙区で立憲民主党の公認候補を支援したが、いずれも落選した。
- 2025年6月の東京都議会議員選挙では公認候補3名（現職1人、元職1人、新人1人）を擁立し、1人が当選した[13]。

## 党勢
2025年7月現在、東京都議会に1議席を有する。
2010年3月現在、区部では11の区に19人、市部では21の市に33人の議席を有している。

## ローテーション制と議員動向
ネットの議員は代理人運動の代理人という位置づけで活動を始めるものの、地方議会を志向する以上は地方政治家であり、2期から3期で交代し難い状況や、議員個人の動機も生じている。
ネットを離党して立憲民主党や緑の党グリーンズジャパンなどから立候補する事例が見られる。
- ネットは東村山市議会において、1991年4月の市議選で勝部レイ子が当選して初めて同市の議席を得、1995年4月の市議選では勝部に加えて島崎洋子を公認し2議席獲得を目指したものの、島崎が当選、勝部が落選という結果に終わった。1999年4月にはネット公認で島崎が立候補し再選されたが、元職の勝部がネットを離れ、民主党系無所属で立候補し最下位で2選。勝部は島崎と会派を組まず、民主党・社会民主党系会派に参加した。2003年4月の市議選でネットは島崎に加えて新人の桑原理佐を擁立。両名当選し初めて2議席を有した。一方民主党系無所属で立候補した勝部も最下位で3選を果たした。その後東村山駅西口再開発事業に関し、ネットは勝部ら民主党系会派（予算案等には賛成している）、日本共産党、朝木直子、矢野穂積、そのほか無党派議員とともに再開発反対の姿勢を取ったが、島崎は自民党・公明党の市議とともに再開発に賛成、ネット内に意見相違が生じる事態となった。これを受け3期目の島崎は4選を目指して立候補する意向を示し、引退を拒否。2006年11月、離党。1人会派「市民自治の会」として活動するに至った。2007年4月の市議選に勝部は出馬せず民主党公認の新人奥谷浩一（前大阪府守口市議会議員、1999年、2003年当選。2期）を支援（奥谷は当選。2011年、2015年も当選し、2017年、立憲民主党に参加、2019年、同党公認で立候補するも落選）、一方島崎は無所属で立候補し4選を果たした。これに対しネットは1期目の桑原に加え新人の大塚恵美子を擁立し、2議席回復を図った。選挙の結果大塚は当選するも桑原が次点落選し、議席回復はならなかった。島崎は同じ統一地方選で行われた都知事選については「都民のハートに火をつける会」に賛同し浅野史郎を支持するなどしていたものの、選挙後は駅前再開発賛成で一致する自民党会派に合流した。ネットは2011年の市議選では大塚のみの擁立にとどまった（再選）。大塚は奥谷らの民主党会派に参加していたが、民主党会派が国政選挙等を経るにつれ党支部組織化の傾向を強めたことなどから会派離脱。無党派議員と別の会派を結成し、民主党との連携は行わなかった。大塚は2015年の市議選にて3選、また同選挙においてネットは新人の白石悦子も擁立し当選させた。東村山市では9年ぶりに2議席を回復し、引き続き無党派議員と会派を組んだ。島崎は駅前再開発が終わると自民党会派を離脱、1人会派「市民自治の会」を経て、2011年に最下位で5選。大塚との会派を解消した奥谷ら民主党系市議および朝木、矢野と会派「東村山を良くする会」を組んだ後、再び1人会派「市民自治の会」として活動。2015年には最下位で6選を果たし、ネットの議員の「ローテーション」ルールとは異なる多選議員となった。その後2019年の東村山市議選では3期務めた大塚が引退、後継候補として元職の桑原を再び擁立、白石とともに2議席維持を目指したものの苦戦、白石が最下位当選するも桑原は及ばなかった。また島崎は次点落選した。

- 2014年5月、西東京市議会議員の大友加弘子（2006年、2010年当選。2期）はネットを離党、同年12月の西東京市議選に緑の党グリーンズジャパン推薦無所属で立候補するも次点落選。

- 2018年6月の立川市議選に際しても「ローテーション」ルールを巡る大きな混乱が生じ、3期務めた稲橋裕美子が引退を拒否、選挙前に離党し、立憲民主党公認で立候補して4選を果たしている。また1期目の現職谷山恭子も離党し、無所属で出馬した。ネットは2014年6月の選挙で両名の当選によって得た立川市議会の2議席を選挙を待たずして全部失う事態となり、ネットは急遽元職（1998年、2002年当選。2期）の坂下香澄と新人の富永文子を公認、2議席確保を狙った。開票の結果、稲垣は前回より票を伸ばし第1位で4選を果たすも、谷山・坂下・富永は次点にも届かず落選。特に谷山は票をほぼ半減させる惨敗となった。公認候補が全員落選したため、ネットは立川市での議席を維持できなかった。

一部の市議には自民党と協力する姿勢が見られる。
- 生活者ネット所属だった西東京市議会議員保谷七緒美（2002年、2006年当選。2期）は、2009年2月の西東京市長選に自民党推薦で出馬することを表明し2008年9月、生活者ネットを離脱。民主党・生活者ネットほかが推薦する現職坂口光治と争う構図となった。保谷は落選したが、2010年の西東京市議会議員選挙に再立候補し3選。市議選立候補に際して再び自民党の推薦を得、当選後は自民党会派参加を経て入党している。2014年には自民党公認で4選、自民党の会派代表を務めた。2018年には同じく公認で5選を果たし、ネットの議員の「ローテーション」ルールとは異なる多選議員となっている。